# Jubilant Prelude (Smith)
Jubilant Prelude is een compositie voor harmonieorkest van de Amerikaanse componist Claude T. Smith. Deze compositie is geschreven in opdracht van de Guyman, Oklahoma High School Band. Dit orkest heeft de première verzorgd op de jaarlijkse conventie van de Oklahoma Music Educators Association.
Het werk werd op langspeelplaat opgenomen door de Central Missouri State University Concert Band.